# Louer
Louer település Franciaországban, Landes megyében. Lakosainak száma 332 fő (2022. január 1.). Louer Cassen, Gamarde-les-Bains, Gousse, Préchacq-les-Bains és Saint-Jean-de-Lier községekkel határos.

## Népesség
A település népességének változása:
| Lakosok száma | 150  | 156  | 160  | 207  | 301  | 296  | 301  | 310  | 320  | 332  |
|               | 1968 | 1982 | 1990 | 2006 | 2013 | 2015 | 2017 | 2019 | 2020 | 2022 |